# Alfius
Alfius est un historien romain, auteur d'une Guerre de Carthage en plusieurs livres. On ne sait en dehors de cela pratiquement rien de lui. On le situe généralement au IIe ou au Ier siècle av. J.-C. Il est essentiellement connu par une notice de Festus sur les Mamertins, qui repose sur son ouvrage et qui raconte le ver sacrum des Mamertins.